# 106 î.Hr.
106 î.Hr. (CVI î.Hr.) a fost un an al calendarului roman.

## Nașteri
- 3 ianuarie: Marcus Tullius Cicero, om de stat, avocat, jurist, savant și scriitor roman (d. 43 î.Hr.)
- 29 septembrie: Cnaeus Pompeius Magnus (Pompei cel Mare), om de stat și general în Republica Romană (d. 48 î.Hr.)